# تپه دونه (دونق)
تپه دونه (دونق) در شهرستان تفرش، جاده منشعب‌شده‌ازاراک‌به فرمهین‌به‌ساروق واقع شده و این اثر در تاریخ ۹ اردیبهشت ۱۳۸۲ با شمارهٔ ثبت ۸۶۰۶ به‌عنوان یکی از آثار ملی ایران به ثبت رسیده است.